# Heterolocha phaenicotaeniata
Heterolocha phaenicotaeniata är en fjärilsart som beskrevs av Louis Beethoven Prout 1915. Heterolocha phaenicotaeniata ingår i släktet Heterolocha och familjen mätare. Inga underarter finns listade i Catalogue of Life.